# Eduard Schönfeld (Astronom)

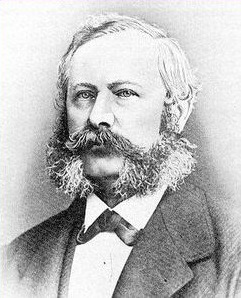
Eduard Schönfeld

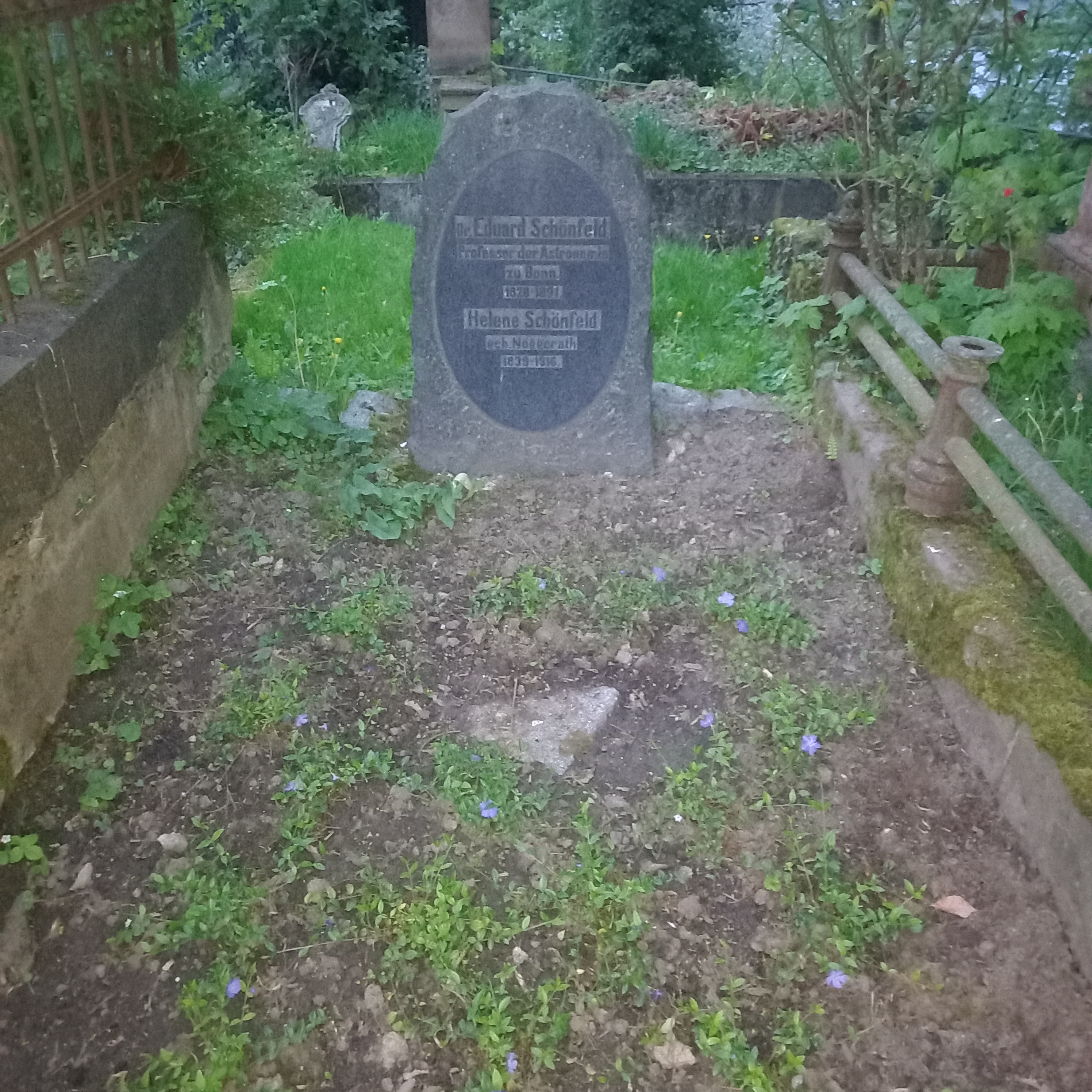
Das Grab von Eduard Schönfeld und seiner Ehefrau Helene geborene Noggerath auf dem Alten Kessenicher Friedhof in Bonn

Eduard Schönfeld (* 22. Dezember 1828 in Hildburghausen; † 1. Mai 1891 in Bonn) war ein deutscher Astronom. Er wird häufig im Zusammenhang mit dem Werk der „Bonner Durchmusterung“ als Assistent von F. W. Argelander genannt.

## Leben
Eduard Schönfeld wurde am 22. Dezember 1828 in Hildburghausen in einer jüdischen Familie geboren. Ab Ostern 1834 besuchte er die Bürgerschule und des Nonesche Instituts in Hildburghausen (bis 1838) weiter am gleichen Ort die israelitische Religionsschule bis 1843. 1838 kam er auf das humanistische Gymnasium Hildburghausen.
Im März 1847 bestand er das Abitur und am 24. Juli trat er in Kassel zum evangelischen Glauben über. 1848 bis 1849 studierte er Bauwesen an der Polytechnischen Schule in Hannover. Er wurde 1849 von der Schule relegiert, studierte weiter Polytechnik an der höheren Gewerbeschule in Kassel. Er begann im Herbst das Studium an der Universität Marburg: Physik, Chemie, Mineralogie, dann Astronomie bei Christian Ludwig Gerling. 29. November erste öffentliche Beobachtung auf der Marburger Sternwarte: Eintritt des Sterns Gamma Arietis. Übersetzung der Theoria motus corporum coelestium von Carl Friedrich Gauß und der Méchanique céleste von Pierre-Simon Laplace.
1851 reiste er nach Bonn zu Friedrich Wilhelm August Argelander. 1852 begann er am 23. April das Studium der Astronomie bei Argelander. Maßgebende Mitarbeit an der nördlichen Bonner Durchmusterung bis zu deren Beendigung 1868. 1853 zu Ostern wurde er Assistent Argelanders. 1854 promovierte er am 9. August in Bonn zum Dr. phil. und 1857 folgte die Habilitation am 6. August in Bonn.
1859 wurde er im Oktober Professor und Direktor der Sternwarte in Mannheim. 1860 heiratete er am 12. Juni Helene Noeggerath und 1861 am 6. Juli wurde die Tochter Amalie geboren.
1862 erschien seine Veröffentlichung Über die Nebelflecke und 1863 am 2. März erfolgte die Geburt des Sohnes Fritz. Beginn der Eichreisen (bis 1875). Beginn des Einsatzes für Gründung und Entwicklung der Astronomischen Gesellschaft. Veröffentlichung Über die veränderlichen Sterne. 1864 am 15. September folgte die Geburt der Tochter Anna sowie die Veröffentlichung Über die dunklen Fixstern-Begleiter. 1866 folgte das Erscheinen des Katalogs der veränderlichen Sterne mit Einschluss der neuen Sterne 1. Teil und 1874 des 2. Teils.
1875 wurde er ordentlicher Professor und Direktor der Sternwarte in Bonn als Nachfolger von Argelander.
1875: Beginn der südlichen Durchmusterung. Nachruf auf Argelander. Schriftführer und Vorstandsmitglied der Astronomischen Gesellschaft. 1881 erfolgte der Abschluss der südlichen Durchmusterung. 1886 kam es zum Erscheinen der Bonner Durchmusterung, südlicher Teil.
1884 wurde Schönfeld in die American Academy of Arts and Sciences gewählt.
1887 wurde er am 20. Februar zum Korr. Mitglied der Preußischen Akademie der Wissenschaften gewählt. 1887 und 1888 war er Rektor der Universität Bonn. Er starb am 1. Mai 1891 in Bonn.
Eduard Schönfeld ist der Asteroid (5926) Schönfeld gewidmet. Ebenfalls nach ihm benannt ist ein Krater auf der erdabgewandten Seite des Mondes.

## Werke
- Über die Nebelflecke. 1862.
- Über die veränderlichen Sterne. 1863.
- Katalog der veränderlichen Sterne mit Einschluß der neuen Sterne, 1. Teil: 1866, 2. Teil: 1874.
- Bonner Durchmusterung, südlicher Teil. 1886.